# Cydosia westwoodi
Cydosia westwoodi là một loài bướm đêm trong họ Erebidae.